# Tomophyllum brooksiae
Tomophyllum brooksiae là một loài thực vật có mạch trong họ Polypodiaceae. Loài này được (Alderw.) Parris mô tả khoa học đầu tiên năm 2007.